# Solenocera mascarensis
Solenocera mascarensis är en kräftdjursart som beskrevs av Rudolf Nikolaevich Burukovsky 1993. Solenocera mascarensis ingår i släktet Solenocera och familjen Solenoceridae. Inga underarter finns listade i Catalogue of Life.